# Bí kíp luyện rồng (loạt tiểu thuyết)
Bí kíp luyện rồng (tiếng Anh: How to Train Your Dragon) là một bộ mười hai cuốn sách thiếu nhi, được viết bởi tác giả người Anh Cressida Cowell. Các cuốn sách lấy bối cảnh trong một thế giới Viking hư cấu và tập trung vào những trải nghiệm của nhân vật chính Hiccup khi anh vượt qua những trở ngại lớn trên hành trình trở thành Anh hùng, Con đường khó khăn. Những cuốn sách được xuất bản bởi Hodder Children Books ở Anh và Little, Brown và Company ở Mỹ. Cuốn sách đầu tiên được xuất bản năm 2003 và cuốn cuối cùng vào năm 2015. Tính đến năm 2015, bộ sách đã bán được hơn bảy triệu bản trên toàn thế giới.
Các cuốn sách sau đó đã được chuyển thành một nhượng quyền thương mại bao gồm ba bộ phim cùng tên, một số truyện ngắn và một loạt phim hoạt hình truyền hình tất cả được sản xuất bởi DreamWorks Animation.

## Thsm khảo
1. ↑  "Children's author Cressida Cowell scoops philosophers' award for fight against stupidity". The Guardian. Truy cập ngày 15 tháng 6 năm 2017